# Hugo Häring

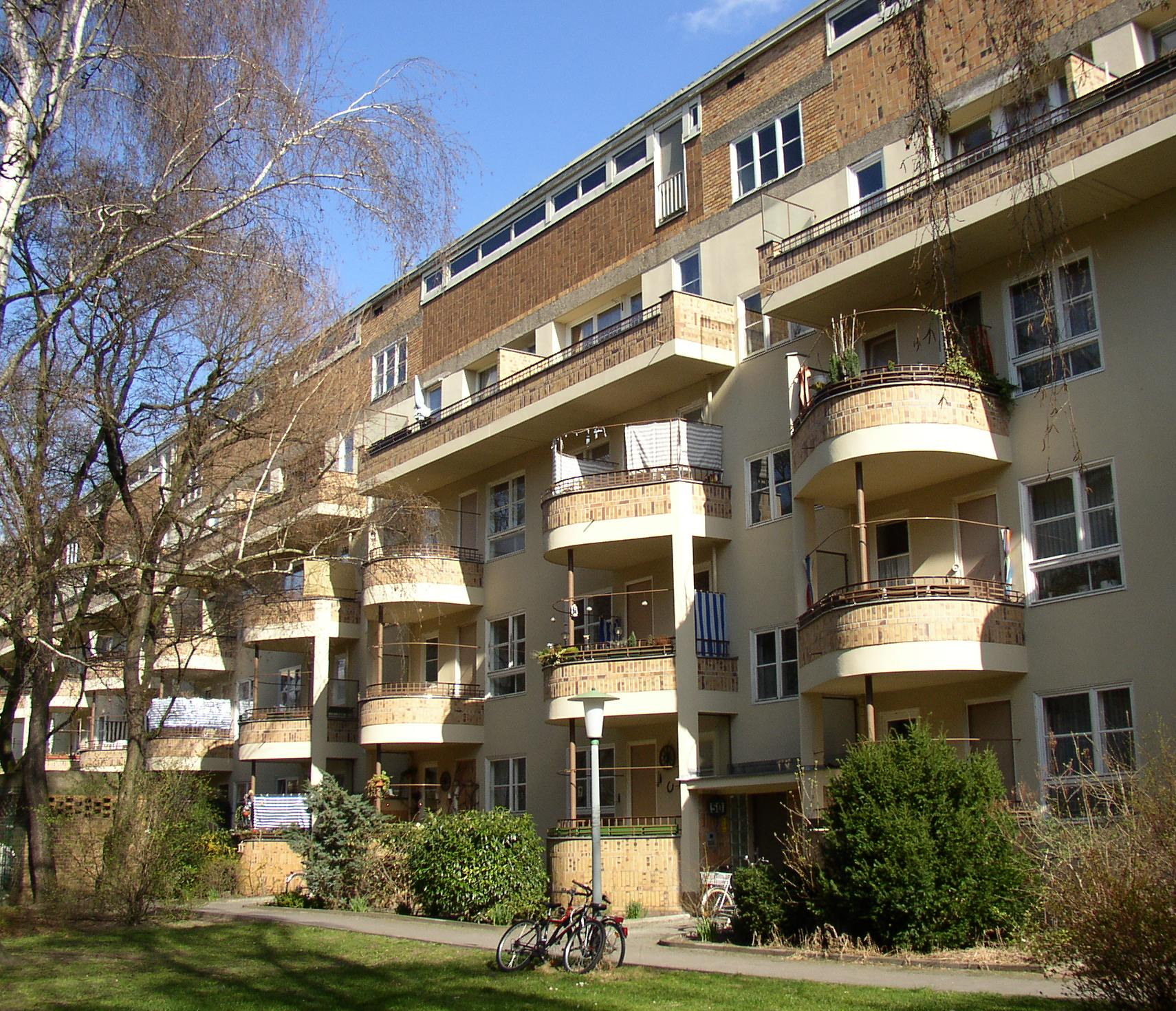
Goebelstraße, en el Großsiedlung Siemensstadt, distrito de Charlottenburg, Berlín.

Hugo Häring (Biberach an der Riß, 11 de mayo de 1882 – Göppingen, 17 de mayo de 1958) fue un arquitecto alemán, adscrito al organicismo arquitectónico. Teórico de la arquitectura alemana, es conocido por sus escritos sobre la arquitectura orgánica y por su participación en el debate arquitectónico sobre el funcionalismo en los años 1920 y 1930. Fue posteriormente relacionado por sus adversarios al Expresionismo.
Discípulo de Theodor Fischer, Häring creía que cada edificio solo debía desarrollarse en función de un cliente y sitio específicos. Pocos proyectos suyos se construyeron, pero tuvo una gran influencia sobre su colega y amigo Hans Scharoun. Häring fue un miembro fundador de Der Ring y el CIAM. 
Häring hizo una única incursión en el cine, en el drama sobre homosexualidad, Mikaël (1924), de Carl Theodor Dreyer, diseñando los fastuosos decorados y el vestuario.